# Lack (Fermanagh)
Lack es una localidad situada en el condado de Fermanagh de Irlanda del Norte (Reino Unido), con una población en 2011 de 111 habitantes.
Se encuentra cerca del lago Erne y de la frontera con República de Irlanda, y al oeste de Belfast —la capital de Irlanda del Norte— y del lago Neagh, el mayor de las islas británicas.